# San Gennaro Vesuviano
San Gennaro Vesuviano ist eine italienische Gemeinde mit 12.111 Einwohnern (Stand 31. Dezember 2023) in der Metropolitanstadt Neapel, Region Kampanien.
Die Nachbarorte von San Gennaro Vesuviano sind Nola, Ottaviano, Palma Campania und San Giuseppe Vesuviano.

## Bevölkerungsentwicklung
San Gennaro Vesuviano zählt 3524 Privathaushalte. Zwischen 1991 und 2001 stieg die Einwohnerzahl von 8287 auf 10.035. Dies entspricht einem prozentualen Zuwachs von 21,1 %.